# Mallobathra lapidosa
Mallobathra lapidosa är en fjärilsart som beskrevs av Edward Meyrick 1914. Mallobathra lapidosa ingår i släktet Mallobathra och familjen säckspinnare. Inga underarter finns listade i Catalogue of Life.